# Čedo Antolić
Čedo Antolić (Zagreb, 1. siječnja 1951. – Zagreb, 23. kolovoza 2019.) je hrvatski duhovni pjesnik i kantautor. 

## Glazbena karijera
Duhovnom glazbom počinje se baviti 1969. godine u sastavu "Kraljica Apostola" pri isusovačkom samostanu na zagrebačkom Fratrovcu. Sastav kasnije mijenja ime u Kyrios te 1979. godine nastupa i pobjeđuje na prvom hrvatskom festivalu duhovne glazbe (Uskrsfest) s Antolićevom "Pjesmom svakodnevnom". Sljedeće godine u izdanju Kršćanske sadašnjosti sastav objavljuje i istoimeni album koji uključuje šest Antolićevih autorskih pjesama. Grupa Kyrios djeluje do 1988. godine, kada Antolić osniva Jutro života, a potom se pridružuje skupini O. Ante Antić, s kojom sljedećih nekoliko godina svake nedjelje nastupa u crkvi Gospe Lurdske.
1997. godine osniva grupu Stil, a iste objavljuje i retrospektivni album "Stvaranje" koji sadrži 21 autorsku pjesmu koje su nastale u razdoblju od 1988. do 1997. godine. 2004. godine u izdanju Glasa koncila objavljuje album "Jutro". Antolić također surađuje i na albumima glazbenice Željke Marinović kao tekstopisac i skladatelj te je jedan od zaslužnih za prvi Porin za duhovnu glazbu koji je 2001. godine dobio album Željke Marinović "Želim ti dati najbolje". Album Željke Marinović "Svjetionik", na kojemu je Antolić autor pjesama, 2009. godine također dobiva Porin za najbolji album duhovne glazbe. 2012. godine objavljuje dupli album duhovne glazbe 'Nakon svega' koji je doživio i promociju u punom kazalištu Komedija. 2016 objavljuje album 'Čedo Antolić i Zbor Hrid - 'Božićne pjesme', na kojemu se osim tradicionalnih Božićnih pjesama Međimurja, Turopolja, Hvara i svih predjela Hrvatske nalaze i četiri autorske pjesme, Dosenjani Božić, Božićna popevka, Majka Božja i Betlehem, te je i 2017. album nagrađen Porinom za najbolji album duhovne glazbe. Zbor Hrid Čedo vodi od 2005. godine i osim nedjeljnih misa na kojima zbor neprestano pjeva, koncerata i festivala, neprekidno sve te godine održava Božićne koncerte na blagdan Sveta tri kralja (župa Kraljice sv. Krunice). 2016. objavljuje autorski projekt na kajkavskom narječju 'Čedo i Matija Antolić - Bluz po domačem'. Na njemu se nalaze Antolićeve autorske pjesme inspirirane odlascima u Zagorje iz ranog djetinjstva, stopljene u osebujnu cjelinu, a na najbolji mogući način je pokazao mogućnosti, poetičnost i širinu kajkavskog dijalekta, koji je na albumu jednako dobro stopljen kako s baladama tako i s bluesom. Promocija albuma se dogodila u maloj dvorani Lisinski, 25.05.2017. godine.

## Citati
Dan je već odavno rekao svoje, povjetarac je strujio kroz lugove, a sjene se izdužile i samo je pjev ptica odavao neku živahnost.
Prašnjavi put se poput potoka, što podalje teče, vijugavo penje prema bregima.
Dvije krave upregnute u škripava kola, stari seljak što je netom vilama natovario sijeno pa opušteno sjedi i razmišlja o kupici vina ili sabire dan.To su slike iz djetinjstva što su kasnije pretočene u pjesme oslikale moj kajkavski pristup.
Nije samo breg i nije samo lug, već je lučica i lagani balet barki u njoj, bio zalaz ili izlazak sunca, duboko usađen u moje poimanje života i događaja. Nisam znao da sam pjesnik, niti da mogu kistom prenijeti toliko toga na papir. Nisam znao da će život osim zakona brojki donijeti toliko nepredvidivih mogućnosti obojenih Isusovom ljubavlju i u Majci Mariji utkanih.
Nisam znao da ću toliko toga izgubiti zbog sveg navedenog, i nisam znao da je ta staza tako divna, ispunjena i bogata. Kada čovjek sjedne u sjenu breze ili hrasta hrapave kore može biti izgubljen ili sretan. Meni su listovi poput pjesama navirali i bojali osjećaje.
Zašto bi bio bitan datum 1. 1. 1951. ako ga ne bi bio u stanju zaboraviti i prepustiti se ovoj rijeci Gospodnjoj pa ako me nešto vrijedno podsjeti da je tada rođeno zrnce prašine na putu, zrnce prašine u vjetru, nakon svega mogu mirno sklopit oči za nova buđenja ↓cit1.
Okrećem lice vjetru, ne bojim se bure, jer je kao i sunčan dan, od Boga dana da je blagujemo….pa neka kosa sjedi, ufanje će uvijek biti jače od umorna tijela.
Nisam savršen, ali nisam ni završen.
Nije meni svo vrijeme, niti moram doznati baš sve, moju stazu vidjet će zvijezde ko i bezbroj drugih...Samo želim vjetru okrenuti lice, moja vatra gorjet će ili neće.   
Mislim da brege ni lepo pozabiti, zorju črez meglu, jutro pozdraviti. Tihu molitvu vu ljudima videti, z verom u srcu, kraje ophajati.

## Diskografija
- 1980. - Pjesma svakodnevna (Kyrios)
- 1997. - Stvaranje
- 2004. - Jutro
- 2012. - Nakon svega
- 2016. - Čedo i Matija Antolić - Bluz po domačem

## Nagrade
- Porin za popularnu duhovnu glazbu (2017.)

## Zbirke pjesama
- Pjesnik Gospodnji (2005.)

## Vanjske poveznice
- Službena stranica  Arhivirana inačica izvorne stranice od 13. lipnja 2008. (Wayback Machine)
- Hrvatska duhovna scena online  Arhivirana inačica izvorne stranice od 1. ožujka 2019. (Wayback Machine)